# Hyalinobatrachium
Hyalinobatrachium – rodzaj płazów bezogonowych z podrodziny Hyalinobatrachinae w rodzinie szklenicowatych (Centrolenidae).

## Zasięg występowania
Rodzaj obejmuje gatunki występujące od tropikalnych regionów Meksyku do południowo-wschodniej Brazylii i Argentyny.

## Systematyka

### Etymologia
Hyalinobatrachium: gr. ὑαλινος hualinos „szklany”; βατραχιον batrakhion „żaba”.

### Podział systematyczny
Do rodzaju należą następujące gatunki:

- Hyalinobatrachium adespinosai Guayasamin, Vieira, Glor & Hutter, 2019
- Hyalinobatrachium anachoretus Twomey, Delia & Castroviejo-Fisher, 2014
- Hyalinobatrachium aureoguttatum (Barrera-Rodriguez & Ruiz-Carranza, 1989)
- Hyalinobatrachium bergeri (Cannatella, 1980)
- Hyalinobatrachium cappellei (Van Lidth de Jeude, 1904)
- Hyalinobatrachium carlesvilai Castroviejo-Fisher, Padial, Chaparro, Aguayo-Vedia & De la Riva, 2009
- Hyalinobatrachium chirripoi (Taylor, 1958)
- Hyalinobatrachium colymbiphyllum (Taylor, 1949)
- Hyalinobatrachium dianae Kubicki, Salazar & Puschendorf, 2015
- Hyalinobatrachium duranti (Rivero, 1985)
- Hyalinobatrachium esmeralda Ruiz-Carranza & Lynch, 1998
- Hyalinobatrachium fleischmanni (Boettger, 1893)
- Hyalinobatrachium fragile (Rivero, 1985)
- Hyalinobatrachium guairarepanense Señaris, 2001
- Hyalinobatrachium iaspidiense (Ayarzagüena, 1992)
- Hyalinobatrachium ibama Ruiz-Carranza & Lynch, 1998
- Hyalinobatrachium kawense Castroviejo-Fisher, Vilà, Ayarzagüena, Blanc & Ernst, 2011
- Hyalinobatrachium mashpi Guayasamin, Brunner, Valencia-Aguilar, Franco-Mena, Ringler, Medina Armijos, Morochz, Bustamante, Maynard & Culebras, 2022
- Hyalinobatrachium mesai Barrio-Amorós & Brewer-Carias, 2008
- Hyalinobatrachium mondolfii Señaris & Ayarzagüena, 2001
- Hyalinobatrachium muiraquitan Oliveira & Hernández-Ruz, 2017
- Hyalinobatrachium munozorum (Lynch & Duellman, 1973)
- Hyalinobatrachium nouns Guayasamin, Brunner, Valencia-Aguilar, Franco-Mena, Ringler, Medina Armijos, Morochz, Bustamante, Maynard & Culebras, 2022
- Hyalinobatrachium orientale (Rivero, 1968)
- Hyalinobatrachium orocostale (Rivero, 1968)
- Hyalinobatrachium pallidum (Rivero, 1985)
- Hyalinobatrachium pellucidum (Lynch & Duellman, 1973)
- Hyalinobatrachium talamancae (Taylor, 1952)
- Hyalinobatrachium tatayoi Castroviejo-Fisher, Ayarzagüena & Vilà, 2007
- Hyalinobatrachium taylori (Goin, 1968)
- Hyalinobatrachium tricolor Castroviejo-Fisher, Vilà, Ayarzagüena, Blanc & Ernst, 2011
- Hyalinobatrachium valerioi (Dunn, 1931)
- Hyalinobatrachium vireovittatum (Starrett & Savage, 1973)
- Hyalinobatrachium viridissimum (Taylor, 1942)
- Hyalinobatrachium yaku Guayasamin, Cisneros-Heredia, Maynard, Lynch, Culebras & Hamilton, 2017